# James Branch
Pour les articles homonymes, voir Branch.
James Branch (1907-1980) est un prêtre, un dramaturge, un militant anticommuniste, un imprimeur et un publicitaire canadien. Il est l'une des premières figures marquantes du théâtre acadien mais s'est aussi démarqué par son action dans différents domaines en Saskatchewan et à Ottawa.

## Biographie

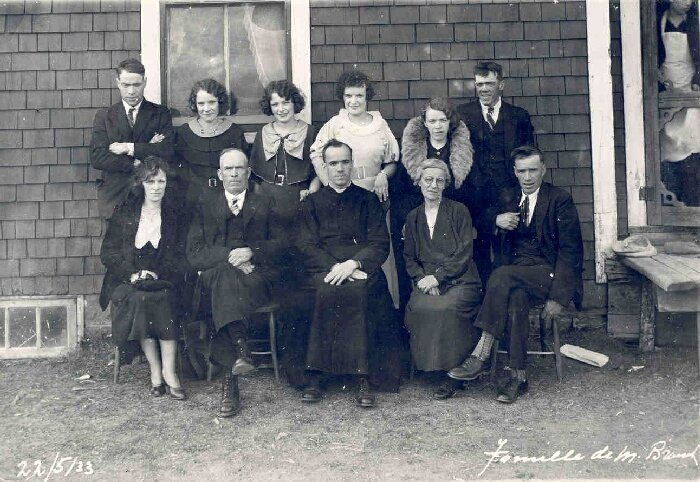
La famille Branch en 1933. James est assis au centre.

James E. Branch naît le 20 ou le 26 novembre 1907, selon les sources, à Burnsville, dans la paroisse de Paquetville, au Nouveau-Brunswick (Canada),. Ses parents sont Angus Branch et Victoire Cormier, mariés le 16 juillet 1895 à Caraquet. L'une de ses sœurs est l'infirmière Édith Pinet. La famille adopte la langue du père, l'anglais, mais ce dernier se convertit au catholicisme de la mère.
Son père, le garde forestier Angus Branch, naît à Big River,. Ses parents sont Richard Branch et Isabelle Black.
Sa mère, l'institutrice (Marie) Victoire Cormier, naît à Caraquet le 23 août 1874. Ses parents sont Augustin Cormier (1er mai 1828 - 22 février 1907) et Christine Léger (1836 - 11 avril 1910).
James Branch fréquente l'école élémentaire du village dans laquelle travaille sa mère, institutrice. Il entre ensuite au Collège Sacré-Cœur de Bathurst, où il obtient un baccalauréat ès arts en 1929. Trois de ses pièces sont jouées dans cet établissement et ailleurs dans le Nord-Est de la province lors de sa dernière année d'études. Il étudie la théologie au séminaire d'Halifax, est ordonné prêtre le 21 mai 1933 et est envoyé à Gravelbourg, en Saskatchewan, par Monseigneur Arthur Melanson. Il mène une campagne anticommuniste durant presque 25 ans, gère l'imprimerie L'Amateur et ensuite Le Modèle, et dirige le journal Prairie optimiste de 1941 à 1956. Il séjourne à Burnsville en 1956 et part vivre à Ottawa, où il aide les syndicats par son expérience publicitaire.
Il meurt en 1980.

## Théâtre

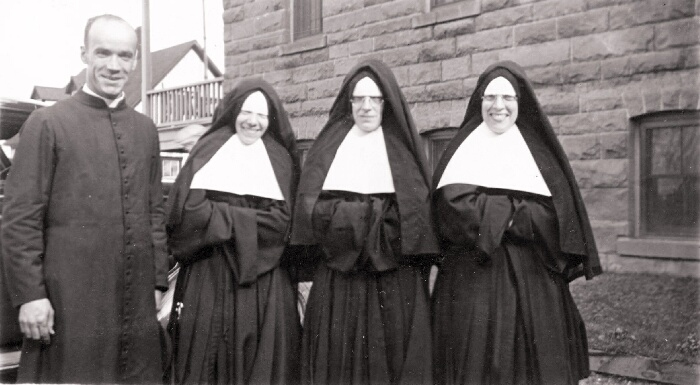
James Branch et des religieuses en 1933.

James Branch publie en tout six drames, dont deux en anglais. Ce sont des pièces à thèses, où l'intrigue est au second plan. Sa pièce Vivent nos écoles catholiques! ou la résistance de Caraquet est la première à s'intéresser à l'affaire Louis Mailloux, survenue en 1875 à Caraquet. La pièce est centrée sur le personnage de Louis Mailloux, qui est dépeint comme un personnage impulsif enclin à se mettre dans le pétrin. La pièce fait état d'un conflit de générations, où les plus âgés partagent l'opinion du curé Pelletier, qui critique les agissements des jeunes.
- L'Émmigrant acadien (1929)
- Jusqu'à la Mort...pour nos écoles! (1929)
- Whose Fault is This? (1929)
- Vivent nos écoles catholiques! ou la résistance de Caraquet (1932)
- A Friend in Need
- Frassati (1937)